# Dover Beaches North
Dover Beaches North – jednostka osadnicza w Stanach Zjednoczonych, w stanie New Jersey, w hrabstwie Ocean, nad Oceanem Atlantyckim.